# 아레인 저지

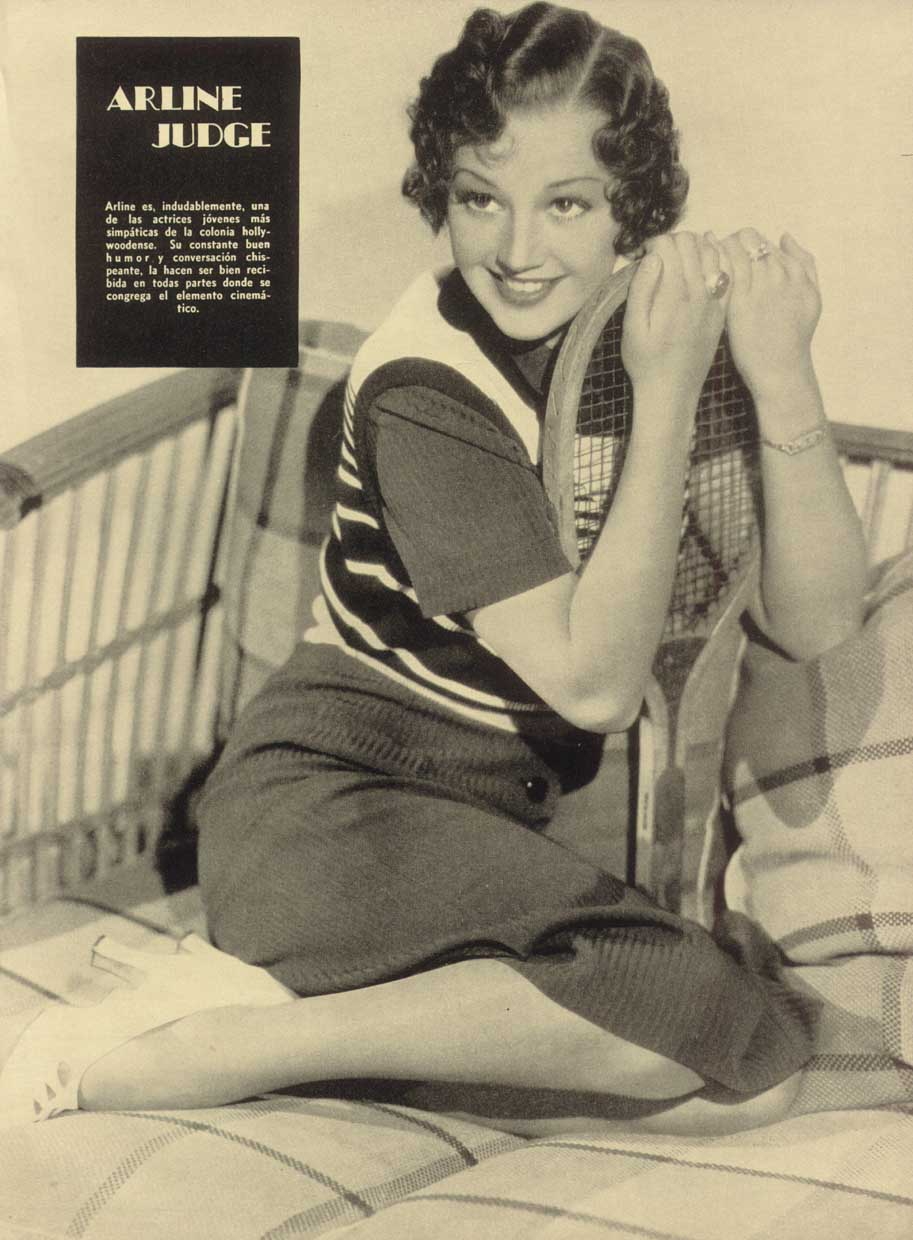

아레인 저지(Arline Judge, 1912년 2월 21일 ~ 1974년 2월 7일)는 미국의 배우, 텔레비전 배우, 영화배우이다.
브리지포트에서 태어났으며 웨스트할리우드에서 사망하였다. 사인은 심근 경색이다.

## 영화
- 해롤드 디들벅의 원죄 (1947년)
- 원 인 어 밀리언 (1936년)
- 희극의 왕 (1936년)
- 피그스킨 퍼레이드 (1936년)
- 발리언트 이즈 더 워드 포 캐리 (1936년)
- 조지 화이트의 1935 스캔달 (1935년)
- 걸 크레이지 (1932년)